# Vykuntapuram
Vykuntapuram  est un village du district de Palnadu dans l'État d'Andhra Pradesh en Inde.
Selon le recensement de l'Inde de 2011, la localité compte une population de 3 126 habitants.